# William Gregory

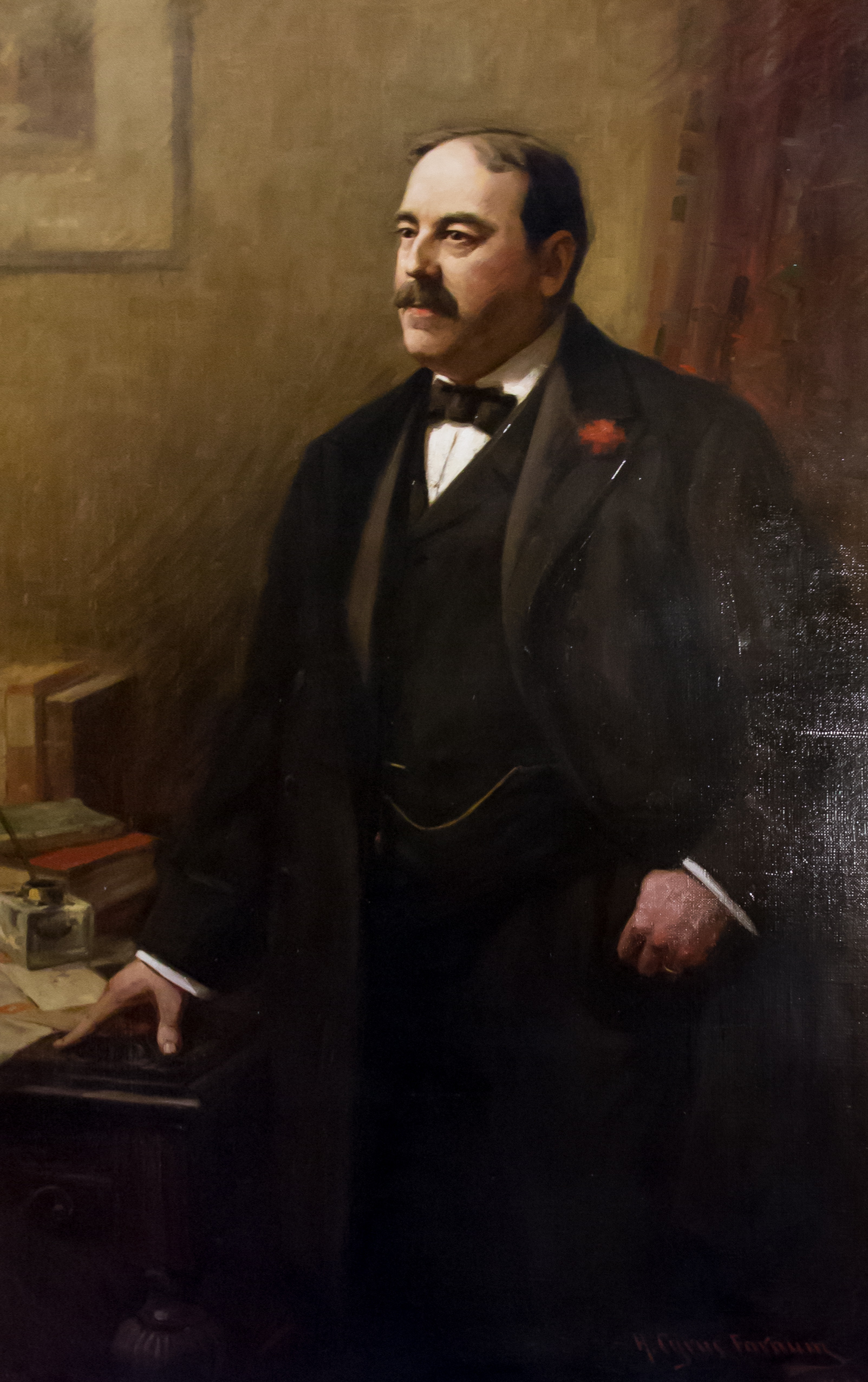
William Gregory

William Gregory (* 3. August 1849 in Astoria, Long Island, New York City; † 16. Dezember 1901) war ein US-amerikanischer Politiker und von 1900 bis 1901 Gouverneur des Bundesstaates Rhode Island.

## Frühe Jahre und geschäftlicher Aufstieg
Noch während seiner Schulzeit arbeitete Gregory als Fabrikarbeiter. Mit 19 Jahren wurde er Vorarbeiter. Ende der 1870er Jahre war er Manager und Vertreter der A.T. Stewart & Company in New York. In den 1880er Jahren erwarb er in Wickford einige Fabriken. Er wurde Präsident der Wickford National Bank. Bei zwei weiteren Banken in Rhode Island war er im Vorstand.

## Politische Laufbahn
William Gregory war Mitglied der Republikanischen Partei. Er war Abgeordneter im Repräsentantenhaus von Rhode Island und gehörte dem Staatssenat an. In den Jahren 1898 und 1899 wurde er jeweils zum Vizegouverneur gewählt. Bei den Gouverneurswahlen des Jahres 1900 war Gregory dann siegreich. Er trat sein neues Amt am 29. Mai 1900 an und war somit der letzte Gouverneur, dessen reguläre Amtszeit im Mai begann. Nach ihm wurde der Amtsantritt in den Januar verlegt. William Gregory übte das Amt des Gouverneurs bis zu seinem Tod am 16. Dezember 1901 aus. In dieser Zeit wurde die Hauptstadt von Rhode Island von Newport nach Providence verlegt. Gregory war der erste Gouverneur, der in die dortige Gouverneursvilla einzog. Die Staatsverfassung wurde dahingehend geändert, dass die Legislative nun jährlich zu Beratungen zusammenkam und nicht mehr, wie bisher üblich, alle zwei Jahre.
William Gregory wurde 1901 in eine weitere Amtszeit gewählt, die er im Januar 1902 hätte antreten sollen. Er verstarb aber bereits im Dezember 1901. Mit seiner Frau Harriet Vaughan hatte er zwei Kinder.